# Kvarnen i Knällsberg

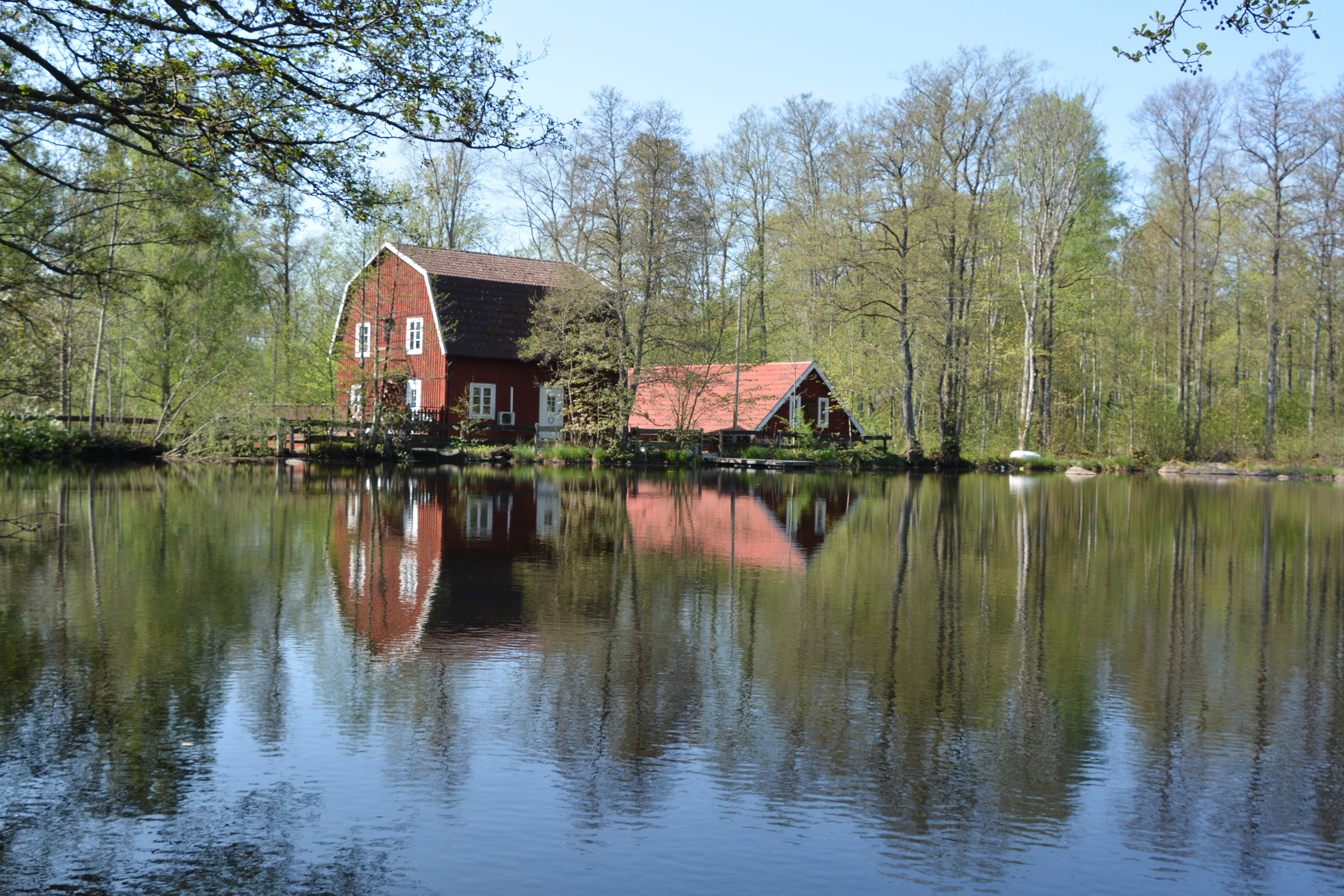
Kvarnen i Knällsberg med dammen i Bräkneån.

Kvarnen i Knällsberg är en tidigare hjulkvarn i Bräkneån i Tingsryds kommun.
En kvarn uppfördes i Knällsberg på 1600-talet. Kvarnen byggdes och ägdes från början av Knällsbergs byamän. Den nuvarande byggnaden är från 1800-talet och byggdes senast om 1930. Kvarnen drevs 1940 av två turbiner och hade två stenpar, ett rensverk, en triör och en havrekläm.
Kvarnverksamheten upphörde 1963. Kvarnen används idag för kaférörelse sommartid.